# CAVAC
La CAVAC (Coopérative Agricole Vendée Approvisionnement Céréales) est une des plus importantes coopératives agricoles de l'ouest de la France métropolitaine.

## Histoire
La société actuelle a été immatriculée en 1997.
Cavac est le principal fournisseur en blé dur du fabricant Barilla. Le dernier contrat signé concerne un tonnage annuel de 20 000 tonnes.

## Activités
Quatre pôles : végétal, animal, distribution verte et agro-transformation,,,,.
La filiale Biofournil, spécialiste des pains bio, contribue à valoriser les 20 000 hectares de céréales bio de la coop.
La filiale charcutière Bioporc reçoit les 415 porcs bio de la Cavac, abattus chaque semaine.